# Шоко Хамада
Шоко Хамада (јап. 浜田 彰子) бивша је јапанска фудбалерка.

## Репрезентација
За репрезентацију Јапана дебитовала је 1986. године. За тај тим одиграла је 2 утакмице.

## Статистика
| Јапан  | Јапан | Јапан |
| Год.   | Ута.  | Гол.  |
| ------ | ----- | ----- |
| 1986   | 2     | 0     |
| Укупно | 2     | 0     |